# NGC 187
NGC 187 (ook wel PGC 2380, MCG -3-2-34 of IRAS00369-1455) is een spiraalvormig sterrenstelsel in het sterrenbeeld Walvis.
NGC 187 werd in 1886 ontdekt door de Amerikaanse astronoom Ormond Stone.